# Finale di Heineken Cup 1996-1997
La finale di Heineken Cup 1996-97 fu la gara di assegnazione del titolo di campione della 2ª edizione della massima competizione europea per club di rugby a 15.
Si tenne il 25 gennaio 1997 all'Arms Park e vide di scena l'inglese Leicester opposta alla francese Brive, che si aggiudicò l'incontro vincendo 28-9.
Lo stadio di Cardiff fu scelto come sede della finale per il secondo anno consecutivo.

## Il percorso dei club finalisti

### Brive
Brive vinse il proprio girone a punteggio pieno, battendo nell'ordine la gallese Neath 34-19, la scozzese Caledonia Reds 32-30, l'inglese Harlequins 23-10 e, infine, l'irlandese Ulster.
Nella fase a play-off, disputata interamente in casa, Brive eliminò altre due gallesi, Llanelli per 35-14 ai quarti di finale e Cardiff RFC in semifinale per 26-13.

### Leicester
Percorso netto verso i play-off anche per la squadra inglese, che nell'ordine batté 27-10 l'irlandese Leinster, 43-3 la scozzese Borders, 19-14 la francese Pau e 25-16 la gallese Llanelli.
Nei quarti di finale, Leicester batté 23-13 Harlequins in un derby inglese e, nella successiva semifinale, ebbe la meglio sulla campione uscente Tolosa per 37-11.

## La finale
Il duello anglo-francese tra Brive e Leicester si tenne all'Arms Park di Cardiff, stadio che già un anno prima aveva ospitato l'ultimo atto della manifestazione.
La partita fu equilibrata nel primo tempo, chiusosi 8-6 a favore di Brive grazie a una meta di Viars e un piazzato di Lamaison cui fecero da contraltare due piazzati inglesi di Liley.
Il brevissimo vantaggio inglese grazie a un nuovo piazzato di Liley fu immediatamente cancellato da una meta di Fabre, cui fecero seguito altre due realizzazioni pesanti di Carrat per il definitivo 28-9 con cui Brive mantenne la Coppa in Francia e si laureò campione d'Europa un anno dopo Tolosa.

## Tabellino dell'incontro
| Arbitro: | Derek Bevan |

| |              | |
| Viars 5’ Fabre 55’ S. Carrat 64’, 80+1’ | mt           | |
| Lamaison 80+1’ | tr           | |
| Lamaison 4’ | c.p.         | 26’, 35’, 54’ J. Liley |
| Lamaison 74’ | drop         | |
| · Viars · Fabre · Venditti · Lamaison · S. Carrat · 70’ A. Penaud · Carbonneau · 71’ Casadeï · Travers · Crespy · 66’ Alégret · Ross · 78’ Van der Linden · Kacala · 48’ Duboisset | Formazioni   | · J. Liley · Hackney · Potter · Greenwood · R. Underwood 74’ · R. Liley · Healey · Rowntree · Cockerill · Garforth · M. Johnson · Poole · Wells · Richards 67’ · Back |
| · 48’ Labrousse · 66’ Rees · 70’ Paillat · 71’ Bouti · 78’ Domi | Sostituzioni | · Miller 67’ · Lloyd 74’ |
| Laurent Seigne | Allenatori   | Bob Dwyer |